# Amerikanische Blindschlangen
Die Amerikanischen Blindschlangen (Anomalepididae) sind eine Familie der Schlangen (Serpentes). Dabei handelt es sich meist um kleine wurmähnliche Schlangen von 15 bis 30 Zentimetern Körperlänge, die disjunkt in Süd- (Westen von Kolumbien und Venezuela, Trinidad, Guayana, östliches Amazonasbecken, südliches Brasilien) und Mittelamerika (Costa Rica, Panama) vorkommen. Es sind etwa 20 Arten bekannt.

## Merkmale
Amerikanischen Blindschlangen sind relativ dünn. Die meisten adulten Tiere sind nur 15 bis 30 Zentimeter lang, keine Art wird länger als 40 Zentimeter. Die Prämaxillare ist zahnlos, die längs orientierte Maxillare bezahnt. Jeder Unterkieferknochen (Dentale) hat ein bis drei Zähne. In der Rumpfmuskulatur finden sich Reste der Beckenknochen. Der rechte Lungenflügel fehlt, eine Tracheallunge ist vorhanden.

## Lebensweise
Amerikanische Blindschlangen leben unterirdisch, normalerweise in der Nähe von Ameisen- oder Termitenbauten. Näheres über ihr Verhalten ist aufgrund ihrer versteckten Lebensweise nicht bekannt. Wahrscheinlich ernähren sie sich vor allem von weichen Wirbellosen, vor allem von Larven und Eiern von Ameisen und Termiten. Alle Amerikanischen Blindschlangen sind ovipar mit kleinen Gelegen von 2 bis 13 Eiern.

## Systematik
Die Amerikanischen Blindschlangen stellten früher als Anomalepis-Arten eine einzige Gattung innerhalb der Blindschlangen (Typhlopidae) dar, wurden jedoch später in eine eigene Familie gestellt und in mehrere Gattungen aufgeteilt.
Die Familie umfasst aktuell 4 Gattungen mit insgesamt 20 Arten: (Stand: Juni 2023)
- Gattung Anomalepis Jan, 1860
  - Anomalepis aspinosus Taylor, 1939
  - Anomalepis colombia Marx, 1953
  - Anomalepis flavapices Peters, 1957

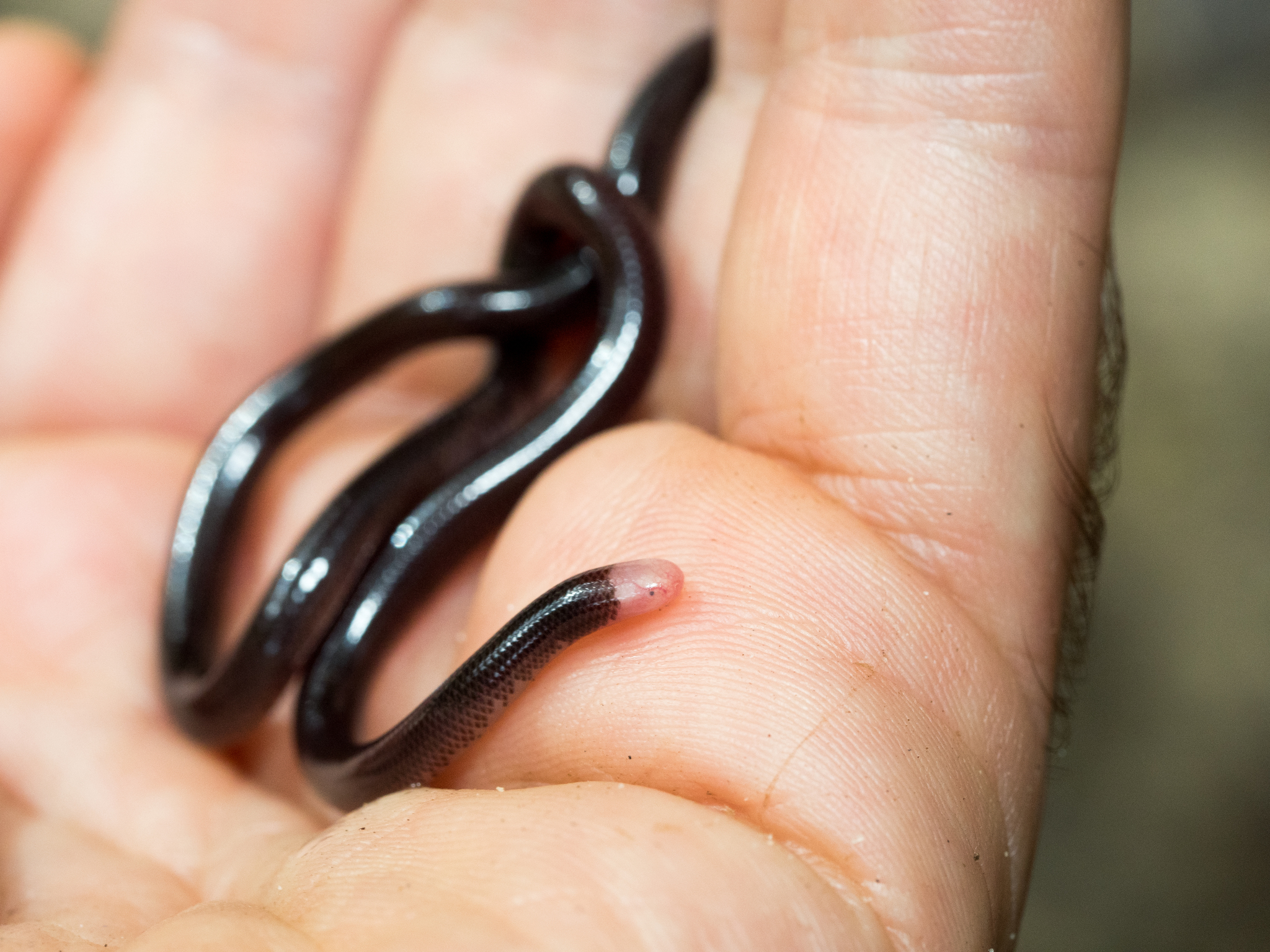
Typhlophis squamosus

  - Mexikanische Blindschlange – Anomalepis mexicana Jan, 1860
- Gattung Helminthophis Peters, 1860
  - Helminthophis flavoterminatus (Peters, 1857)
  - Helminthophis frontalis  (Peters, 1860)
  - Helminthophis praeocularis Amaral, 1924
- Gattung Liotyphlops Peters, 1881
  - Liotyphlops albirostris (Peters, 1857)
  - Liotyphlops anops (Cope, 1899)
  - Liotyphlops argaleus Dixon & Kofron, 1984
  - Liotyphlops bondensis (Griffin, 1916)
  - Liotyphlops caissara Centeno, Sawaya & Germano, 2010
  - Liotyphlops haadi Silva-haad, Franco & Maldonado, 2008
  - Liotyphlops palauophis Marra-Santos, 2023
  - Liotyphlops schubarti Vanzolini, 1948
  - Liotyphlops taylori Marra-Santos & Reis, 2018
  - Liotyphlops ternetzii (Boulenger, 1896)
  - Liotyphlops trefauti Freire, Caramaschi & Argolo, 2007
  - Liotyphlops wilderi (Garman, 1883)
- Gattung Typhlophis Fitzinger, 1843
  - Typhlophis squamosus (Schlegel, 1839)

Die Amerikanische Blindschlangen gehören nicht zu den Blindschlangenartigen (Scolecophidia s. str.), sondern bilden die basale Schwestergruppe der übrigen Schlangen (Alethinophidia).